# Tube de Barkhausen-Kurz
Le tube de Barkhausen-Kurz, également appelé oscillateur de Barkhausen-Kurz, triode réflexe, tube B-K et oscillateur de Barkhausen était un oscillateur électronique à tube à vide à haute fréquence inventé en 1920 par les physiciens allemands Heinrich Barkhausen et Karl Kurz. C'était le premier oscillateur capable de produire une puissance radio dans la gamme ultra-haute fréquence (UHF) du spectre radio, au-dessus de 300 MHz. C'était aussi le premier oscillateur à exploiter les effets du temps de transit des électrons.
Il a été utilisé comme source d'ondes radio de haute fréquence dans les laboratoires de recherche et dans quelques émetteurs radio UHF pendant la Seconde Guerre mondiale. Sa puissance de sortie était faible, ce qui limitait ses applications. Cependant, il a inspiré des recherches qui ont conduit à d'autres tubes à vide amplificateurs plus réussis tels que le klystron  qui l'a rendu obsolète.

## Fonctionnement

Schéma du circuit électrique d'un tube de B-K.

Le tube de Barkhausen–Kurz est une triode fonctionnant avec la grille (un fin treillis de fils) à un potentiel positif par rapport à la fois à la cathode et à l'anode d'un tube à vide. Les électrons émis par la cathode sont accélérés vers la grille positive et la plupart passent entre les fils de la grille, poursuivant vers l'anode. Cependant, le potentiel négatif sur l'anode les repousse et ils inversent leur trajectoire avant de toucher la surface celle-ci. Ils sont alors accélérés vers la grille de potentiel relativement plus élevée à travers laquelle ils viennent de passer et encore une fois, la plupart traversent les fils de la grille. À nouveau, ils sont repoussés par le potentiel négatif de la cathode et inversent leur direction juste avant d'atteindre sa surface. Les électrons oscillent ainsi d'avant en arrière à travers la grille jusqu'à ce qu'un par un, ils frappent les fils de la grille.

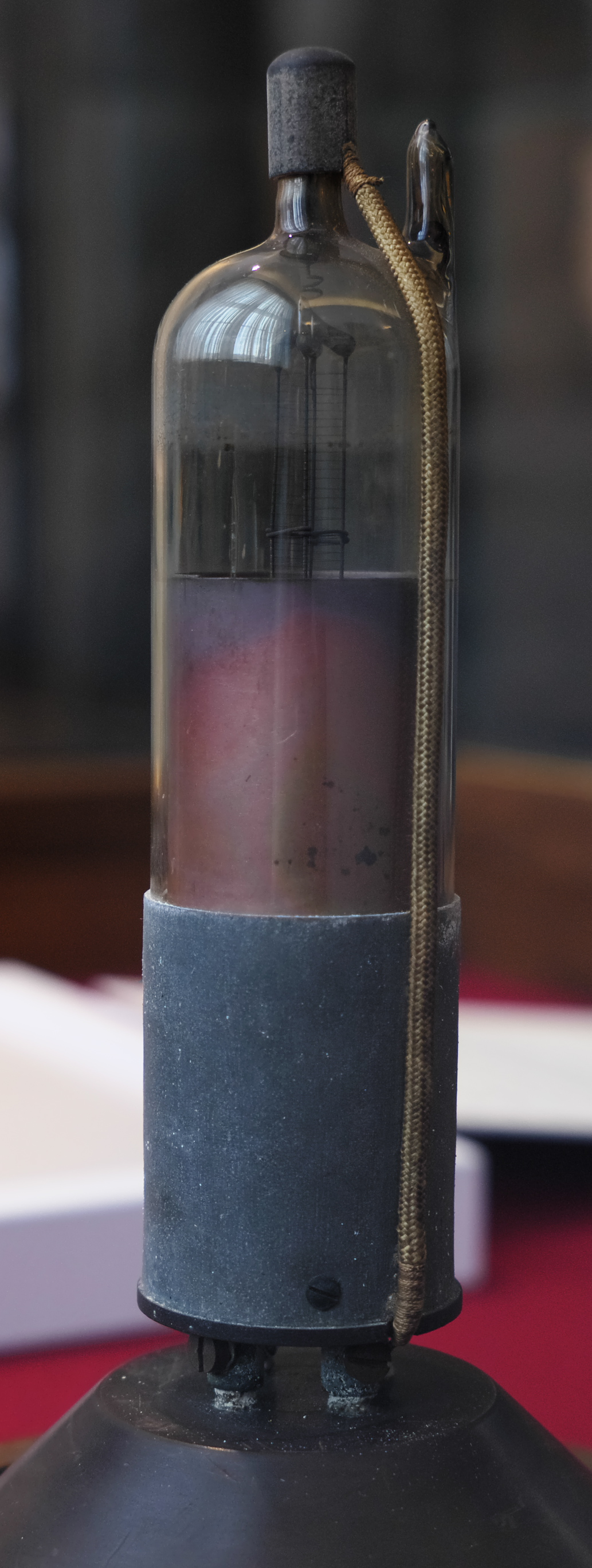
Triode à lampe de 1917.

Le potentiel de grille oscillant au rythme des passages successifs des électrons produit des oscillations dans un circuit LC attaché à la grille, généralement constitué par une ligne de transmission quart de longueur d'onde court-circuitée à l'extrémité. À son tour, la tension oscillante sur le circuit-réservoir fait varier le potentiel de la grille, provoquant le regroupement des électrons en un nuage se déplaçant d'avant en arrière à travers la grille en phase à la fréquence de résonance.
Le mouvement oscillatoire du nuage d'électrons continue et donne un courant alternatif de sortie. Certains électrons sont perdus dans la grille à chaque passage, mais l'alimentation en électrons est continuellement renouvelée par de nouveaux électrons émis par la cathode. La fréquence d'oscillation {\displaystyle \nu } dépend de l'espacement d et de la tension U entre les électrodes. La loi est approximativement :
où {\displaystyle \nu } est exprimée en hertz, d en mètres et U en volts. Ainsi, la fréquence et peut être réglée, mais dans une bande passante limitée, en modifiant les tensions des électrodes. Comparé à un oscillateur à triode conventionnel, le nombre d'électrons frappant réellement la plaque d'anode et la grille est faible, de sorte que les courants alternatifs de la plaque et de la grille sont faibles et la puissance de sortie de l'oscillateur BK est faible. Des appareils plus puissants comme le klystron ont ensuite été développés pour surmonter cette limitation.

## Applications

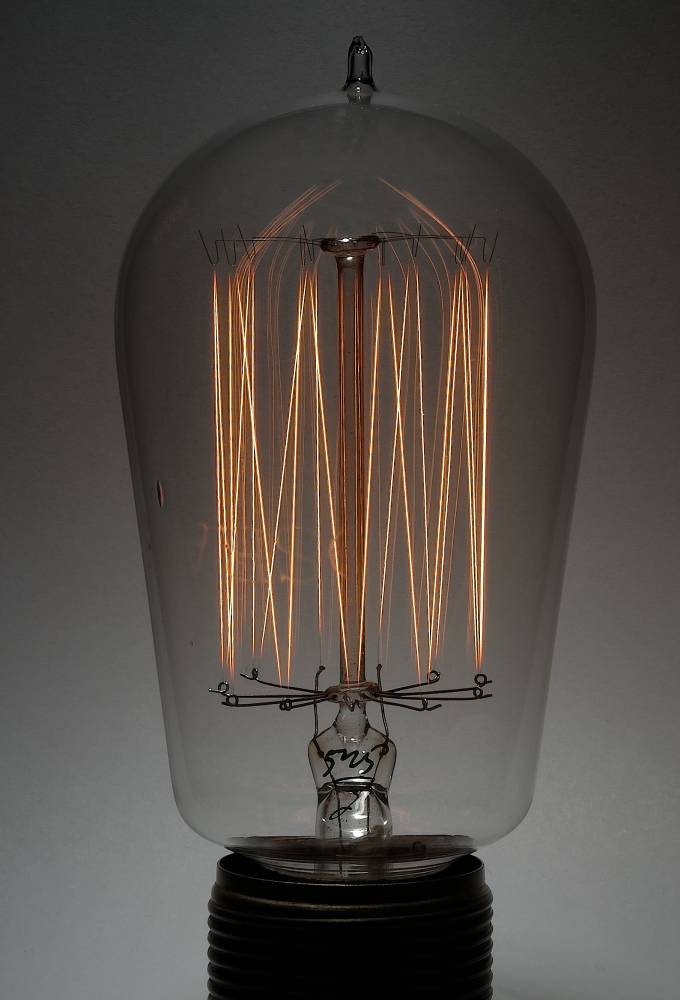
Ces ampoules anciennes provoquaient un brouillage radio par effet Barkhausen-Kurz.

La théorie du tube de Barkhausen a ouvert la voie aux générateurs de micro-ondes. Les oscillateurs Barkhausen-Kurz ont été utilisés comme circuits et émetteurs UHF dans les laboratoires jusqu'à l'aube de la Deuxième guerre mondiale.
Mais le tube lui-même a perdu ensuite de son intérêt à cause de ses effets secondaires indésirables : c'est ainsi que les pentodes à balayage des téléviseurs pouvaient, dans certains cas, se comporter comme des oscillateurs B-K : lorsque l'anode avait au cours du balayage une tension momentanément inférieure à celle de la grille d'écran. Ce brouillage se manifestait par des rayures verticales caractéristiques sur les bords de l'écran, accompagnées de zébrures des lignes en cours de rafraichissement.
Les oscillations de Barkhausen constituaient aussi un bruit de haute fréquence dans les anciennes lampes à incandescence à filament replié en forme de nasse : ce bruit gênait les réceptions de signaux radio dans la bande des ondes courtes.
On peut stabiliser la fréquence du tube de Barkhausen en lui adjoignant un circuit oscillant externe (typiquement une boucle à contre-réaction), mais il perd alors de la sélectivité en fréquence. Ce genre de dispositif est l'ancêtre des générateurs de micro-ondes (klystron reflex, magnétron). Les radio-amateurs et bidouilleurs s'en servent pour « pousser » la fréquence de leurs circuits : un exemple typique est l’overclocking.